# Солари
Солàри е село в Северна България, община Габрово, област Габрово.

## География
Село Солари се намира на около 7 km северно от центъра на град Габрово и 14 km запад-югозападно от Дряново. Разположено е в централната част на платото Стражата, на около 500 m западно и около 100 m по-високо от течащата в Стражанския пролом река Янтра. Климатът е умереноконтинентален. Надморската височина е между около 480 m в югозападния край на селото и 430 m – в североизточния. На около 700 m северозападно от Солари, край съседното село Иванили, тече приток на Янтра, малко преди чието вливане в нея се намира Иваниловският водопад.
Общинският път до Солари излиза от северния край на Габрово покрай левия бряг на Янтра, минава през селата Банковци и Гръблевци, а след Солари продължава през Иванили и Спанци до село Кози рог, където прави връзка с третокласния републикански път III-4403.
Населението на село Солари, наброявало 62 души при преброяването към 1934 г., намалява до 19 души към 1985 г. и до 7 души (по текущата демографска статистика за населението) към 2019 г.

## История
През 1966 г. дотогавашното населено място колиби Соларите е преименувано на Солари, а през 1995 г. колиби Солари придобива статута на село..

## Население
Преброяване на населението през 2011 г.
Численост и дял на етническите групи според преброяването на населението през 2011 г.:
|                     | Численост | Дял (в %) |
| Общо                | 9         | 100,00    |
| Българи             | 9         | 100,00    |
| Турци               | 0         | 0,00      |
| Цигани              | 0         | 0,00      |
| Други               | 0         | 0,00      |
| Не се самоопределят | 0         | 0,00      |
| Неотговорили        | 0         | 0,00      |